# Scey-Maisières
Pour les articles homonymes, voir Scey et Maisières (homonymie).
Scey-Maisières est une commune française située dans le département du Doubs, la région culturelle et historique de Franche-Comté et la région administrative Bourgogne-Franche-Comté.

## Géographie
Le village de Scey-en-Varais s'est développé dans une boucle de la Loue au milieu d'un élargissement de la vallée.

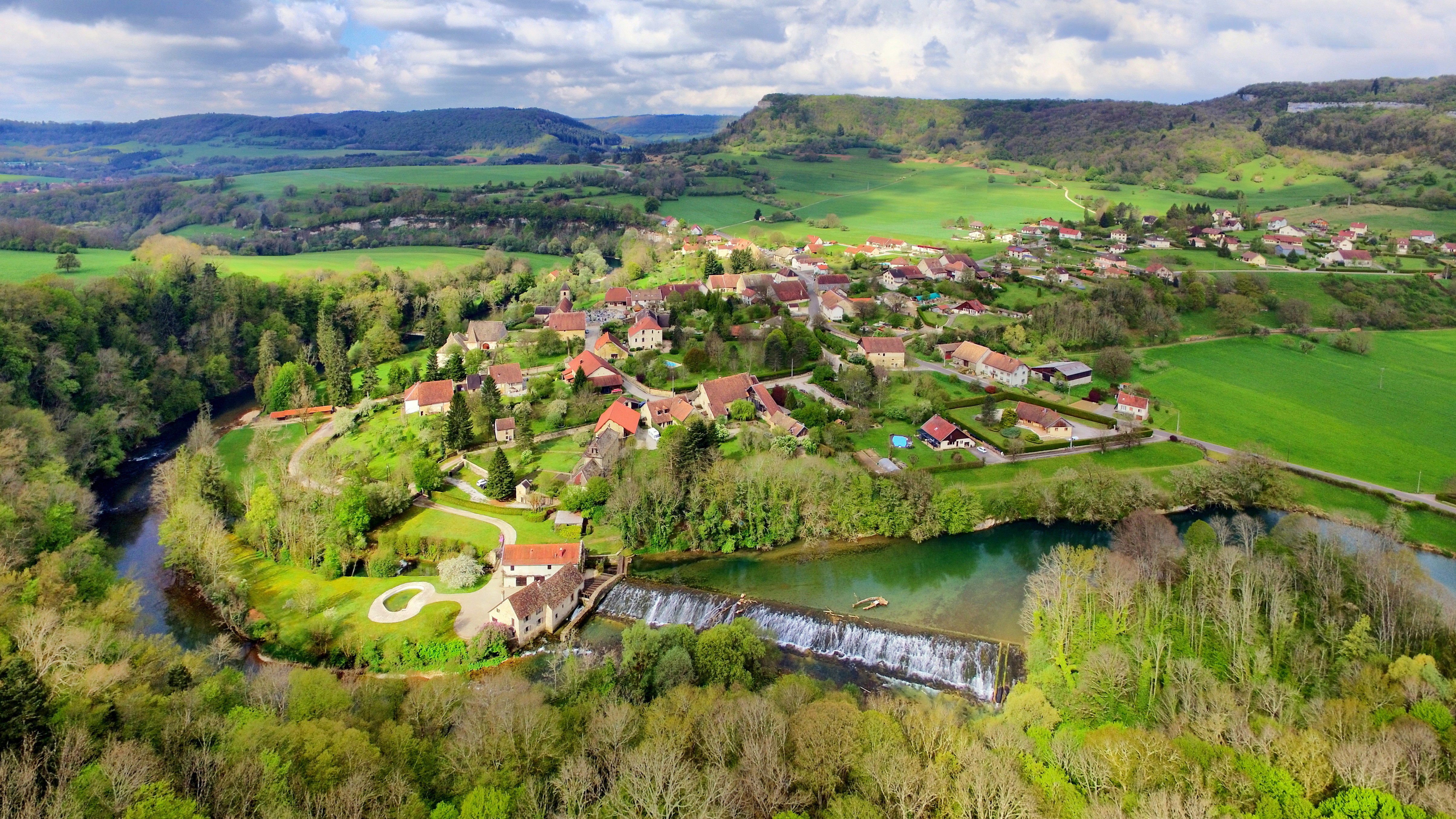
Vue générale du village dans la boucle de la Loue.

### Climat
Pour des articles plus généraux, voir Climat de la Bourgogne-Franche-Comté et Climat du Doubs.
En 2010, le climat de la commune est de type climat de montagne, selon une étude du Centre national de la recherche scientifique s'appuyant sur une série de données couvrant la période 1971-2000. En 2020, Météo-France publie une typologie des climats de la France métropolitaine dans laquelle la commune est exposée à un climat semi-continental et est dans la région climatique  Jura, caractérisée par une forte pluviométrie en toutes saisons (1 000 à 1 500 mm/an), des hivers rigoureux et un ensoleillement médiocre. 
Pour la période 1971-2000, la température annuelle moyenne est de 10,3 °C, avec une amplitude thermique annuelle de 18 °C. Le cumul annuel moyen de précipitations est de 1 244 mm, avec 13,6 jours de précipitations en janvier et 10,1 jours en juillet. Pour la période 1991-2020, la température moyenne annuelle observée sur la station météorologique de Météo-France la plus proche, « Coulans », sur la commune d'Éternoz à 11 km à vol d'oiseau, est de 10,5 °C et le cumul annuel moyen de précipitations est de 1 259,2 mm. 
La température maximale relevée sur cette station est de 38,7 °C, atteinte le 24 août 2023 ; la température minimale est de −18,9 °C, atteinte le 20 décembre 2009,,. 
Les paramètres climatiques de la commune ont été estimés pour le milieu du siècle (2041-2070) selon différents scénarios d'émission de gaz à effet de serre à partir des nouvelles projections climatiques de référence DRIAS-2020. Ils sont consultables sur un site dédié publié par Météo-France en novembre 2022.

## Urbanisme

### Typologie
Au 1er janvier 2024, Scey-Maisières est catégorisée commune rurale à habitat dispersé, selon la nouvelle grille communale de densité à 7 niveaux définie par l'Insee en 2022.
Elle est située hors unité urbaine. Par ailleurs la commune fait partie de l'aire d'attraction de Besançon, dont elle est une commune de la couronne,. Cette aire, qui regroupe 310 communes, est catégorisée dans les aires de 200 000 à moins de 700 000 habitants,.

### Occupation des sols
L'occupation des sols de la commune, telle qu'elle ressort de la base de données européenne d’occupation biophysique des sols Corine Land Cover (CLC), est marquée par l'importance des forêts et milieux semi-naturels (52,2 % en 2018), en augmentation par rapport à 1990 (51,2 %). La répartition détaillée en 2018 est la suivante : 
forêts (52,2 %), zones agricoles hétérogènes (25,3 %), prairies (20 %), zones urbanisées (2,5 %). L'évolution de l’occupation des sols de la commune et de ses infrastructures peut être observée sur les différentes représentations cartographiques du territoire : la carte de Cassini (XVIIIe siècle), la carte d'état-major (1820-1866) et les cartes ou photos aériennes de l'IGN pour la période actuelle (1950 à aujourd'hui).

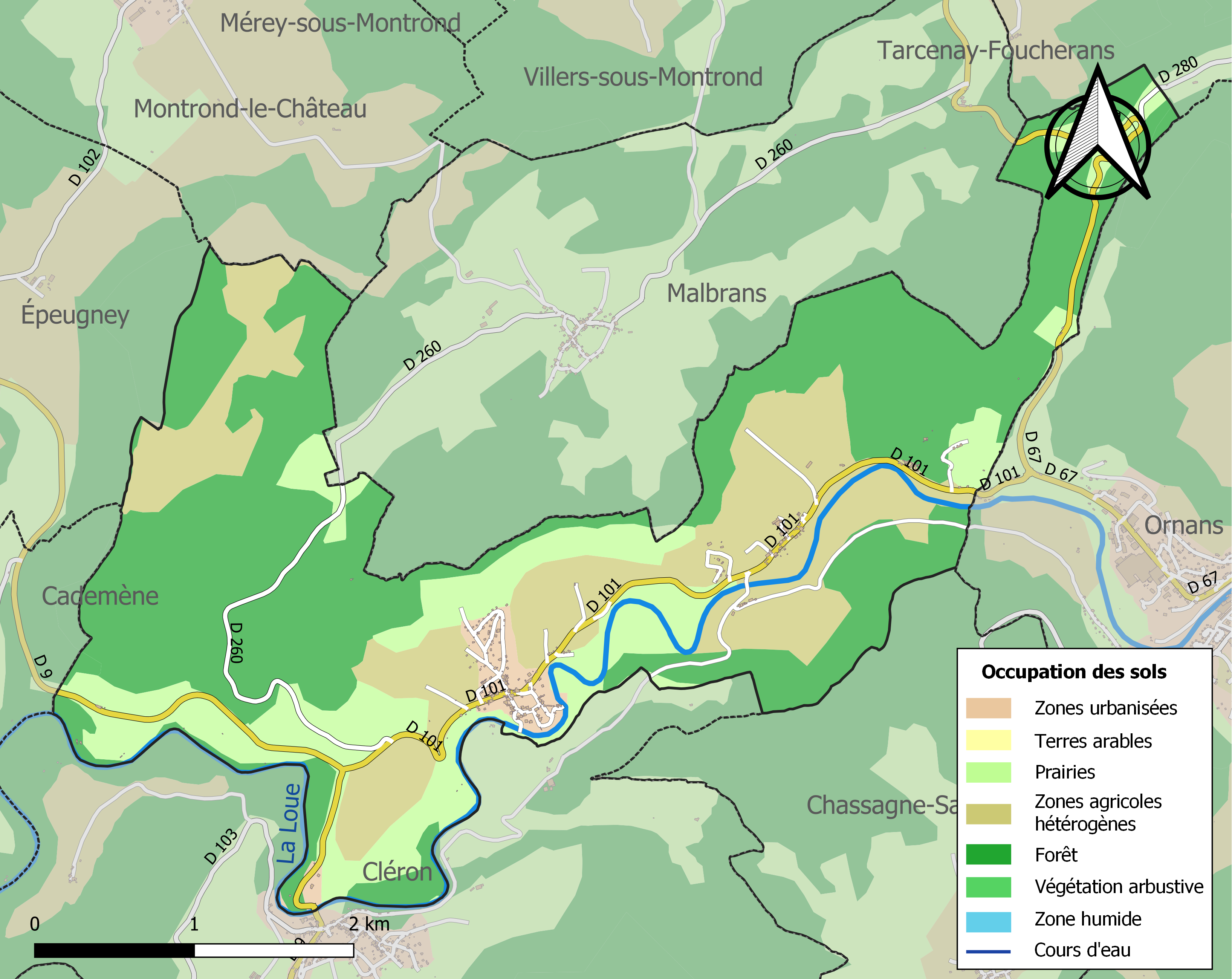
Carte des infrastructures et de l'occupation des sols de la commune en 2018 (CLC).

## Toponymie
Les anciennes communes de Scey-en-Varais (Ceyas en 1106 ; Cys en 1133 ; Cis en 1170 ; Ceys en 1178 ; Says en 1195 ; Cyes au XIIe siècle ; Says en 1241 ; Cyex en 1293 ; Ceys le Chastel, Cey la Ville en 1316 ; Ceith en 1359 ; Sceith en Varest en 1407 ; Cey en Verrast en 1467 ; Scey en Varax en 1614) et Maisières-Notre-Dame (Mesières en 1261 ; Maceriis en 1275 ; Méserres au XIVe siècle ; Maisières en 1748, devenu Maisières-Notre-Dame par décret du 24 janvier 1922) ont fusionné en 1973 pour donner Scey-Maisières.

## Histoire

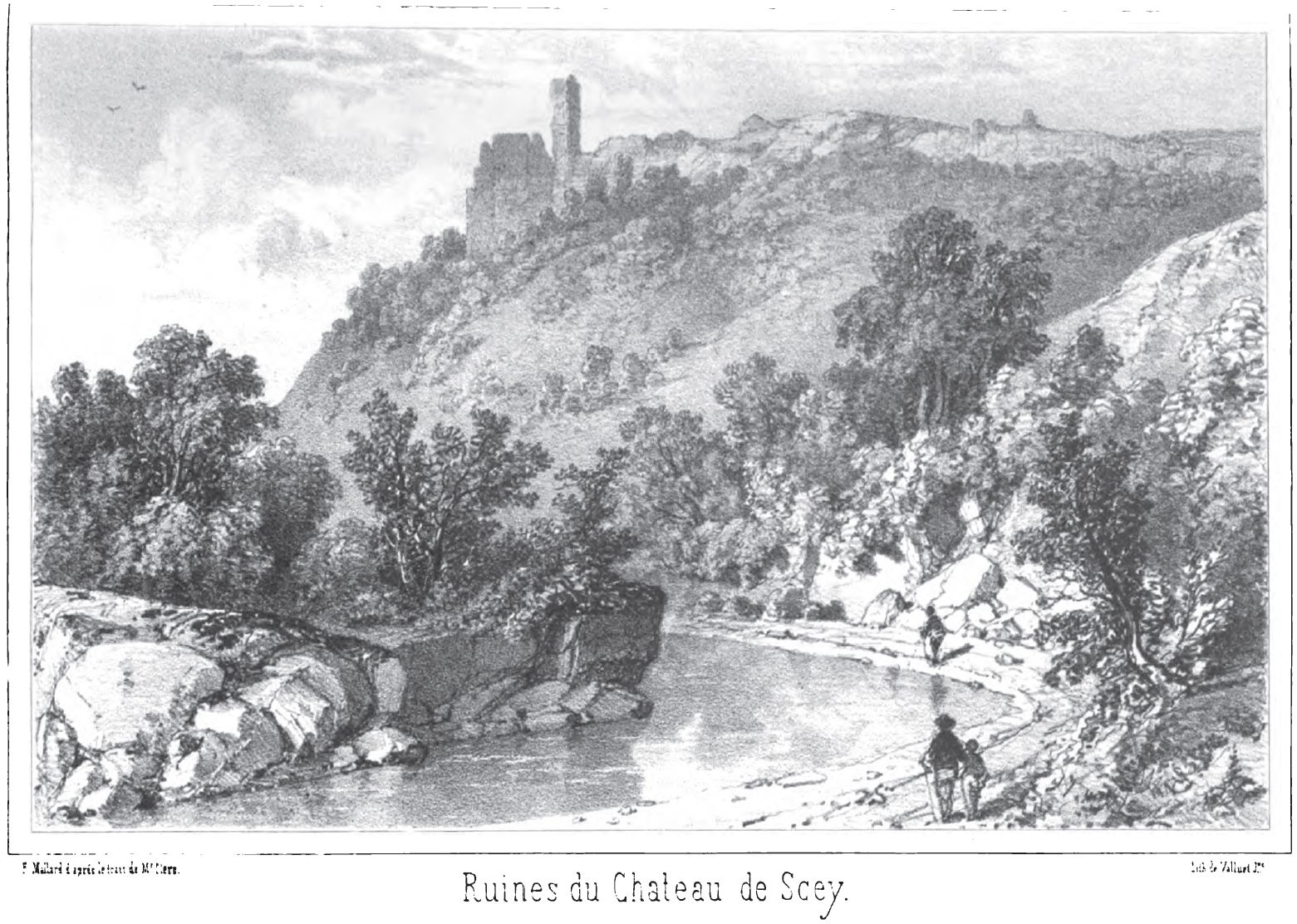
Ruines du château de Scey.

Depuis des temps très anciens, la famille de Scey possédait le château (aujourd'hui château Saint-Denis en ruine) érigé sur un éperon rocheux réputé longtemps inaccessible. Le nom a beaucoup varié au cours du temps, parfois orthographié Ceys, ou Cies, Ceiz, Ceix, Cis, Cys, mais le plus couramment sous le nom de Ceis (comme on le trouve le plus souvent jusqu'au XIVe siècle). Scey-en-Varais, était situé dans le bailliage d'Ornans et avait donné son nom à cette famille qui avait sa sépulture dans l'église Saint-Étienne de Besançon. La forteresse avait été remaniée par le cardinal Antoine Perrenot de Granvelle au cours du XVIe siècle. L'origine du premier château ne peut être trouvée mais il fut longtemps le chef-lieu de la contrée du "Varais" qui trouve son origine dans le Ve siècle lors de l'établissement des Burgondes dans ce qui était alors la Séquanie. Ceux-ci divisaient la région en quatre comtés, celui de Scoding, celui d'Amaous, celui de Port et celui de Warasch qui devenait le "Varais".
Le château de Scey comptait de grandes dépendances, elles comprenaient les terres de Maillot, de Montrond et de Fertans qui étaient alors toutes trois très étendues, et une partie de celles de Montmahoux, Durnes et Mouthiers, de sorte qu'elles s'étendaient au moins depuis l'abbaye Notre-Dame de Billon jusqu'au château de Maillot et depuis celui de Montmahoux jusqu'à celui de Montrond.
Les seigneurs du château de Scey avaient toujours tenu un des premiers rangs ; que ce soit dans les diplômes des empereurs, les actes faits par les Comtes de Bourgogne ou les chartes anciennes, ils étaient nommés entre les plus grands seigneurs, souvent les premiers et quelquefois avant même les comtes de Montbéliard, les vicomtes de Besançon et ceux de Vesoul. Ils avaient droit de sépulture dans l'église Saint-Étienne de Besançon à côté de l'endroit destiné à inhumer les comtes de Bourgogne.

### L'origine du fief
Gerfroi, archevêque de Besançon, accordait vers 937 à titre précaire à Attelle, qualifiée "noble Matrone", veuve de N...de Scey, des terres à Frotey (ou plus probablement à Frasne-le-Château attenant à Estrelle et proche de Gy, ancienne et principale propriété de l'archevêque) pour la durée de sa vie et de celle de ses deux fils à charge de la rendre à leur mort. Or cette partie du contrat ne fut pas respecté et les évêques qui succédèrent à Gerfroi, par ignorance ou par peur, ne la réclamèrent pas. Hugues III, archevêque de Besançon vers 1090, mis au courant de cette affaire, convoquait Otton de Scey le 6 septembre 1098, successeur d'Attelle, et celui-ci lui remettait solennellement ce don en y ajoutant l'église d'Estrelle et les deux tiers des dîmes de celle-ci avec l'accord de son épouse Pétronille et de ses deux fils Robert et Humbert de Scey.

### Les abbayes de Miguette et de Billon
La maison de Scey était très liée à l'abbaye Notre-Dame de Migette à laquelle ils donnèrent plusieurs abbesses et prieurs. Cette abbaye était établie près de Salins-les-Bains et de Levier entre les monts de Montmahoux et de Sainte-Anne. On ne sait s'il s'agissait réellement d'une abbaye (tel que c'est mentionné dans des documents du XIIe siècle) ou un lieu de "femmes retirées dans le désert de Miguette" sous la direction de l'abbé de Balerne (comme il est dit en 1146). De plus Pierre II de Scey et d'autres seigneurs participaient en 1136 à la fondation de l'abbaye Notre-Dame de Billon (élevée près de la Loue) dont le premier abbé était Urry (ou Wirry), le prieur Geoffroy et les religieux Pierre de Nanz et Bernard de Corcelles. Pierre de Scey avait laissé à titre de cens (redevance foncière due au seigneur qui possède des titres sur la terre) la terre sur laquelle avait été bâtie l'abbaye et qu'il affranchit en sa faveur, de plus il donnait, ainsi que ses successeurs, des droits sur la rivière de la Loue, dans les forêts et les campagnes voisines. Fondateurs aussi du monastère de Mouthier-Haute-Pierre dont les terres étaient presque enclavées dans les leurs et qu'ils possédaient le château de la Baume et la seigneurie du Chatelet au-dessus de cette abbaye, Pierre de Scey donnait à l'abbaye de Billon, en 1207, l'usage des bois, des pâturages et des eaux de sa terre de Mouthier qu'Étienne de Scey cédait en 1262 à Jean Ier de Chalon-Arlay, régent du comté de Bourgogne, Richard de Scey donnait les forges de Mouthier au prieuré en 1296.

### Alliances et soumissions
Aux XIIe, XIIIe et XIVe siècles, cette famille occupait un rang très important parmi les plus anciennes de la région de Besançon. Outre que ses membres avaient été reçus chevaliers dans la confrérie de saint-Georges depuis 1449 avec Étienne de Scey et jusqu'à Jean-Baptiste de Scey en 1749, elle était alliée aux comtes de Mâcon, de Montbéliard et de Neuchâtel, mais aussi aux maisons de Salins, de Pesmes, de Vienne, de Coligny, de Joinville, de Joux, de Montferrand, de Thoraise, de Mont-Martin, de Vaudrey, de Faucogney, de Montfaucon, de Traves, d'Arguel, de Bauffremont, de Cusance et de Varre. Riche et puissante, elle possédait une grande partie des montagnes du bailliage d'Ornans. Elle était très liée aux abbayes de la région et aux églises de Besançon qu'elle dotait généreusement au cours des siècles. Elle donnait naissance à un grand nombre de branches qui se partagèrent les terres et les transmirent à leur tour dans des familles étrangères qui les divisèrent.
À la fin du XIIIe siècle, le comte de Bourgogne Philippe V de France, pour une raison inconnue, les forçaient à se soumettre ; une trentaine d'années plus tard, ils vendaient la moitié de leurs possessions qu'ils ne retrouvaient que quatre siècles plus tard. Une charte de Marguerite Ire de Bourgogne raconte que Jean de Bolandoz (dit Capitaine Brisbarre) s'emparait du château de Scey vers 1363 ; furieuse, la comtesse assiégeait la forteresse et faisait juger et exécuter Jean de Bolandoz. Elle remettait ensuite le fief à Thiébaud de Scey qui reconstruisait le château tombé en triste état par négligence des comtes de Bourgogne. Thiébaud le transmettait à Gérard de Cusance-Flagy, puis il arrivait entre les mains de Jean de Cusance, qui prenait le titre de seigneur de Flagey (Flagy) et de Scey en Varasch (avec autre Flagey) : de là il passait à la famille de Vienne-(branche de l'amiral de Vienne) qui le vendait au chancelier Nicolas Perrenot de Granvelle (1486-1550) vers le milieu du XVIe siècle, puis ses fils Thomas et Antoine Perrenot de Granvelle en héritèrent, et les Oiselay de Granvelle de Cantecroix après eux (issus de Thomas) ; Béatrice de Cusance, épouse d'Eugène-Léopold d'Oiselay de Granvelle, accouche en 1637 au château de Scey de son (leur ?) fils François († dès 1638). Puis Scey est vendu au comte de La Baume-St-Amour en 1637, et retourne aux Scey-Montbéliard qui l'achètent en 1678 jusqu'à posséder le domaine encore de nos jours (2004).
Les armes, depuis le XVe siècle,  étaient : de sable au lion d'or, couronné de même, armé et lampassé de gueules, avec neuf croisettes, recroisettées, au pied fiché d'or, timbrées, couronnées d'or, surhaussées d'un lévrier d'argent, supportées par deux lions d'or.

## Politique et administration
| Période                                  | Période  | Identité         | Étiquette | Qualité       |
| ---------------------------------------- | -------- | ---------------- | --------- | ------------- |
| 1884                                     | 1936     | Francis Chaillet |           |               |
| 1936                                     | 1959     | Xavier Perruche  |           |               |
| 1959                                     | 1973     | Paul Gaiffe      |           |               |
| 1973                                     | 1995     | Joseph Regazzoni |           |               |
| mars 2001                                | mai 2020 | Michèle Beauvais | DVD       | Fonctionnaire |
| mai 2020                                 | En cours | Laurent Brocard  |           |               |
| Les données manquantes sont à compléter. |          |                  |           |               |

## Population et société

### Démographie
L'évolution du nombre d'habitants est connue à travers les recensements de la population effectués dans la commune depuis 1793. Pour les communes de moins de 10 000 habitants, une enquête de recensement portant sur toute la population est réalisée tous les cinq ans, les populations de référence des années intermédiaires étant quant à elles estimées par interpolation ou extrapolation. Pour la commune, le premier recensement exhaustif entrant dans le cadre du nouveau dispositif a été réalisé en 2004.

En 2022, la commune comptait 289 habitants, en évolution de −2,03 % par rapport à 2016 (Doubs : +1,88 %, France hors Mayotte : +2,11 %).
| 1793 | 1800 | 1806 | 1821 | 1831 | 1836 | 1841 | 1846 | 1851 |
| ---- | ---- | ---- | ---- | ---- | ---- | ---- | ---- | ---- |
| 314  | 350  | 344  | 356  | 427  | 424  | 356  | 396  | 390  |

| 1856 | 1861 | 1866 | 1872 | 1876 | 1881 | 1886 | 1891 | 1896 |
| ---- | ---- | ---- | ---- | ---- | ---- | ---- | ---- | ---- |
| 308  | 300  | 319  | 294  | 283  | 307  | 278  | 263  | 235  |

| 1901 | 1906 | 1911 | 1921 | 1926 | 1931 | 1936 | 1946 | 1954 |
| ---- | ---- | ---- | ---- | ---- | ---- | ---- | ---- | ---- |
| 239  | 226  | 194  | 167  | 168  | 174  | 133  | 139  | 147  |

| 1962 | 1968 | 1975 | 1982 | 1990 | 1999 | 2004 | 2006 | 2009 |
| ---- | ---- | ---- | ---- | ---- | ---- | ---- | ---- | ---- |
| 158  | 169  | 223  | 208  | 267  | 253  | 296  | 322  | 312  |

| 2014 | 2019 | 2022 | - | - | - | - | - | - |
| ---- | ---- | ---- | - | - | - | - | - | - |
| 296  | 284  | 289  | - | - | - | - | - | - |

### Cultes
La commune dispose de deux lieux de culte de confession catholique, la chapelle Notre-Dame-du-Chêne et l'église Saint-Pierre et Saint-Paul. Au sein du diocèse de Besançon, le doyenné des Premiers Plateaux regroupe cinq unités pastorales (paroisses) dont celle de la Haute Vallée de la Loue à laquelle appartient Scey-Maisières.

## Zones de protection
La commune fait partie des zones Natura 2000 et ZNIEFF suivantes :
- Vallée de la Loue et du Lison (directive oiseaux)[29] ;
- Vallée de la Loue et du Lison (directive habitat)[30] ;
- Vallée de la Loue de la source à Ornans[31] ;
- Vallée de la Loue d'Ornans à Quingey[32] ;
- Falaises de Scey-en-Varais et Rocher de Colonne[33] ;
- Ancien pont ferré de Cléron et combles de l'église de Cléron[34] ;
- Falaises du bois de Narpent[35].

## Lieux et monuments
- L'ermitage de Notre-Dame-du-Chêne : ces bâtiments rappellent qu'ici s’élevait le chêne de Notre Dame qui renfermait sous son écorce la statue miraculeuse signalée à Cécile Mille par la Sainte Vierge dans ses apparitions du 3 avril 1803[36].
- L'église paroissiale Saint-Pierre et Saint-Paul[37] a été construite au XVIIe siècle à l'emplacement de la chapelle du prieuré rural Saint-Pierre fondé en 1083. L'ensemble de l'édifice a été restauré en 1973. Elle est inscrite à l'Inventaire général du patrimoine culturel.
- La chapelle du Dieu-de-Pitié[38] construite en 1856 en remplacement d'un ancien oratoire.
- La chapelle Notre-Dame du Croc du XIXe siècle recensée dans la base Mérimée[39].

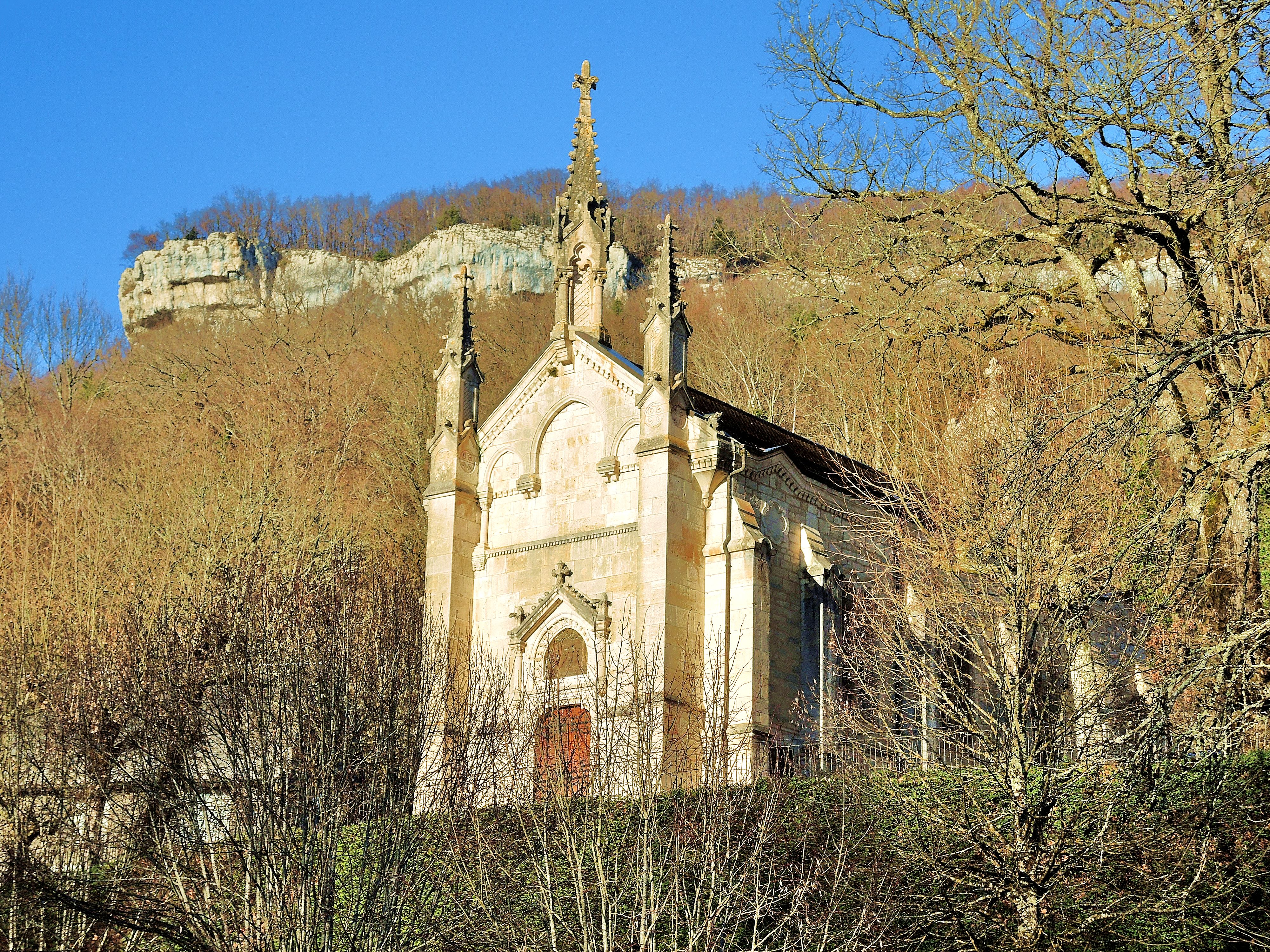
Chapelle de l'ermitage Notre-Dame du chêne.
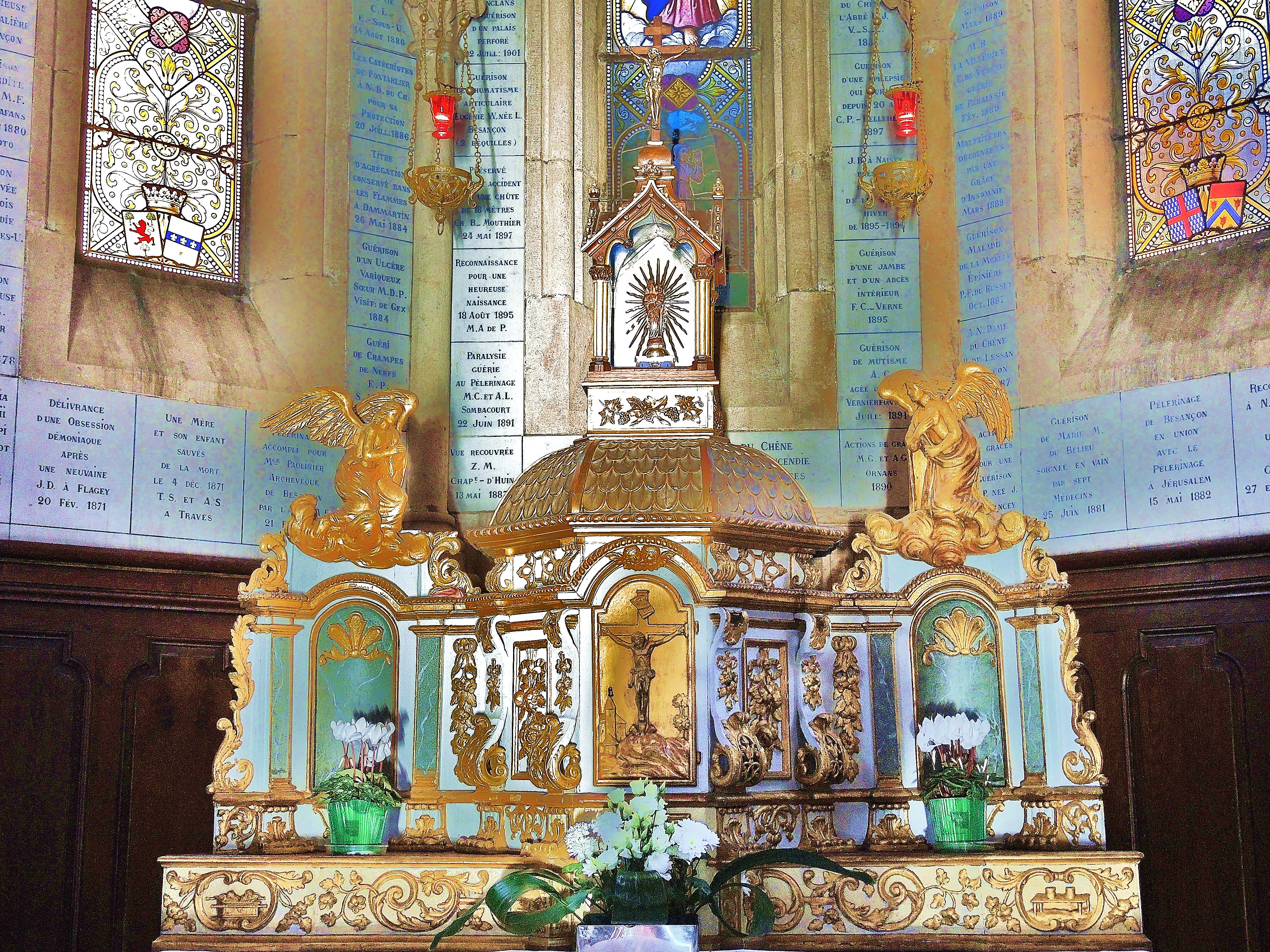
Retable de la chapelle Notre-Dame du chêne.
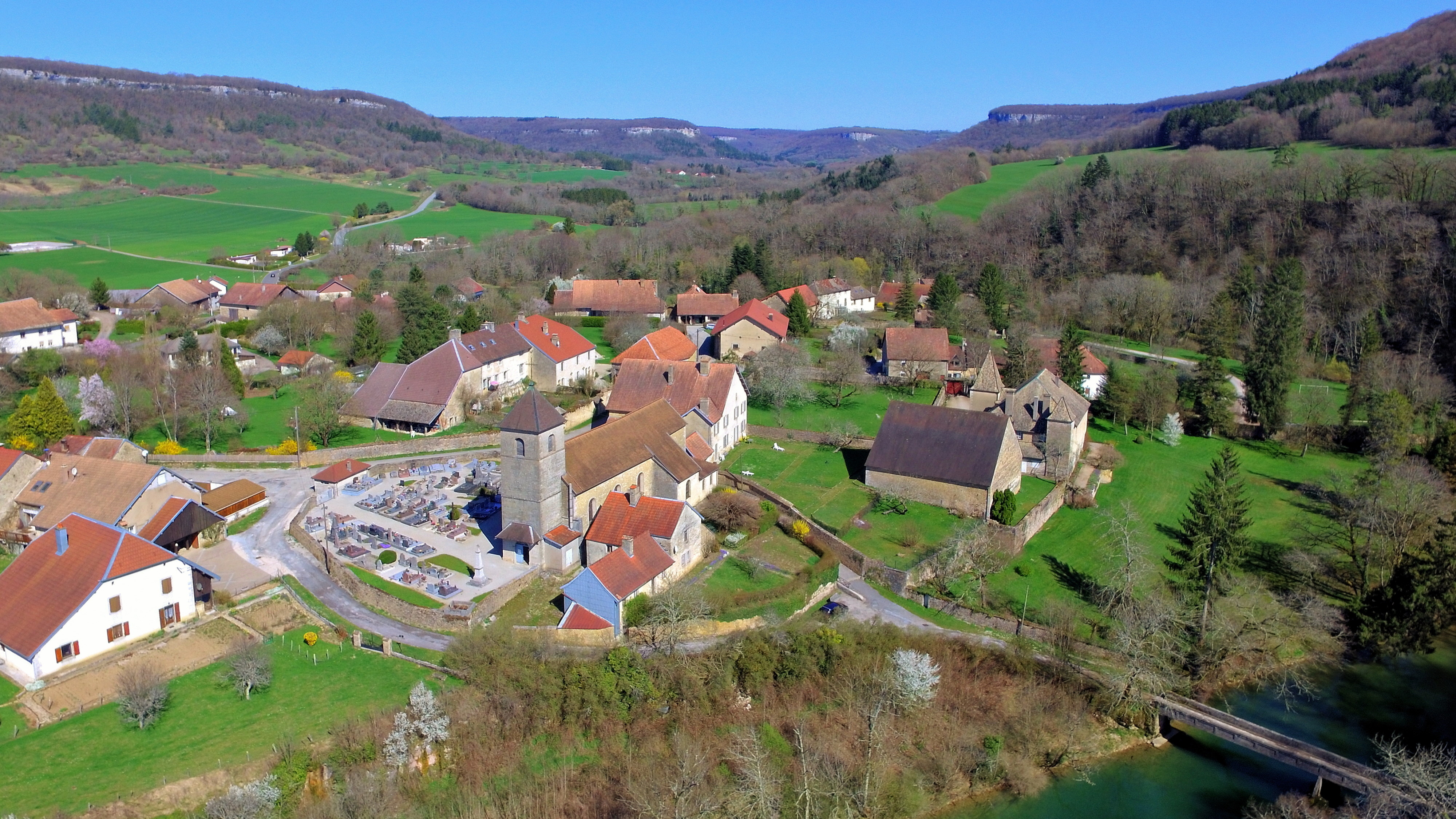
L'église entourée du cimetière et son presbytère.
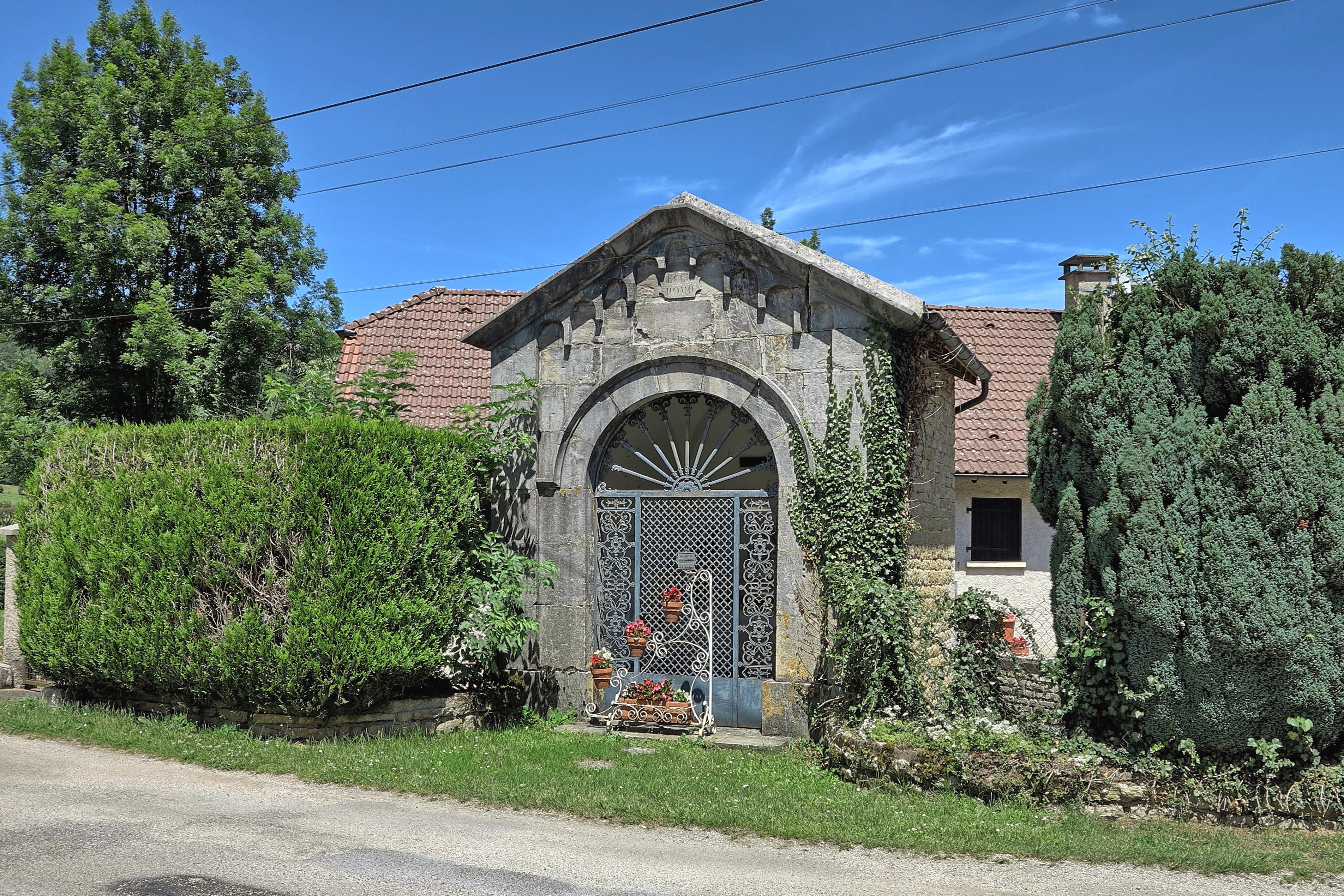
La chapelle du Dieu-de-Pitié.
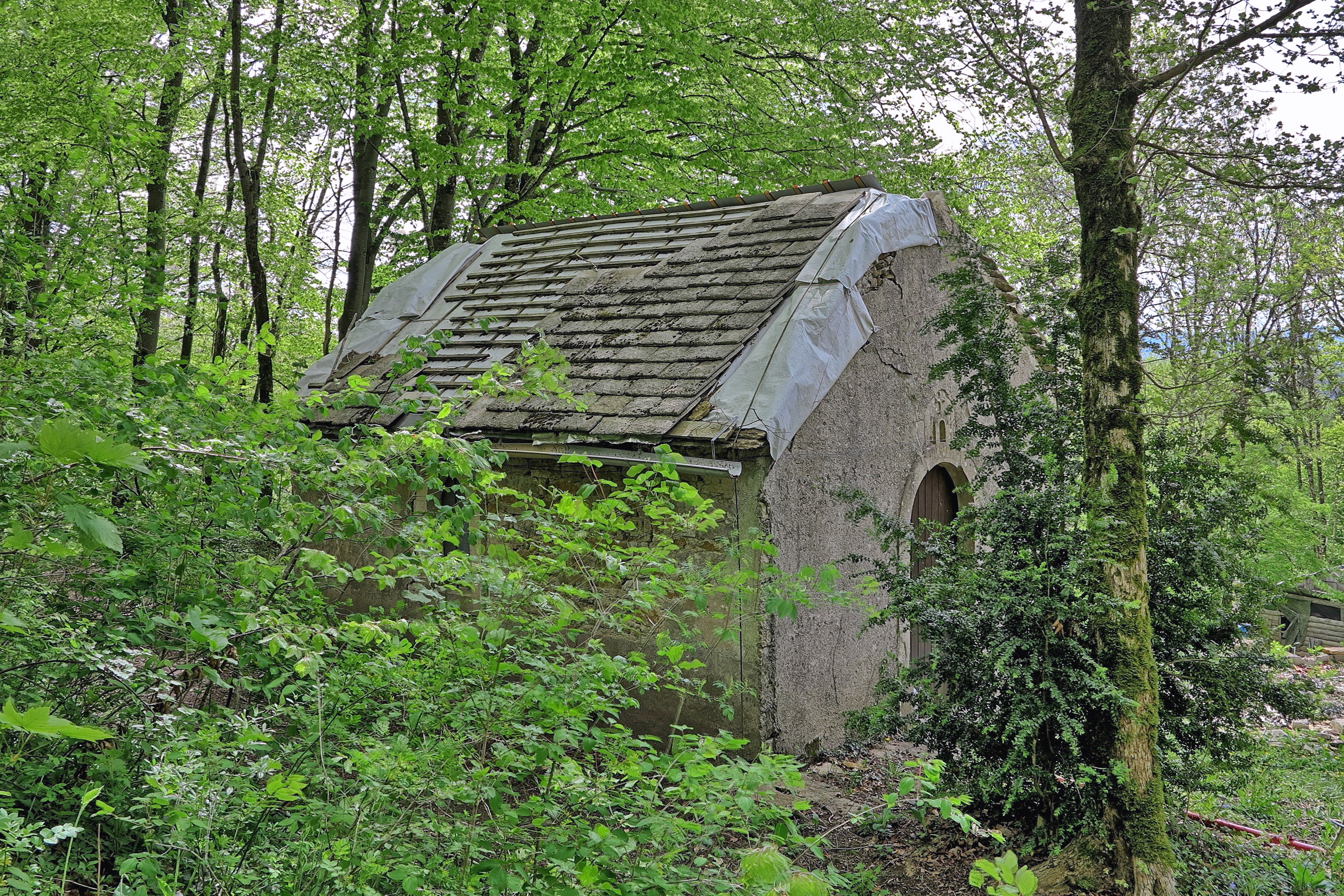
La chapelle Notre-Dame du Croc.

- Les fontaines-lavoirs recensés dans la base Mérimée.
- Les ponts sur la Loue.

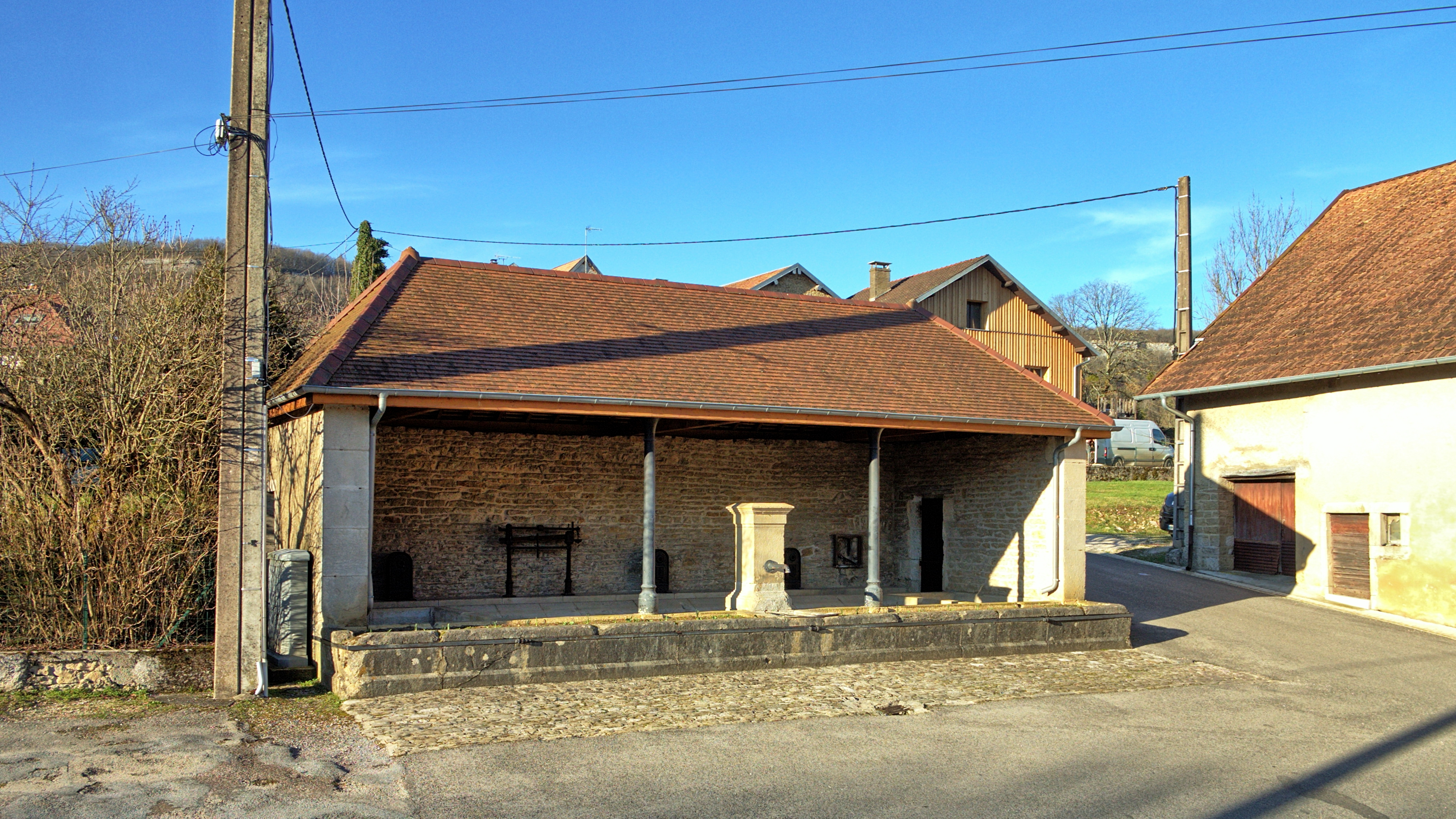
Le lavoir de Scey-en-Varais.
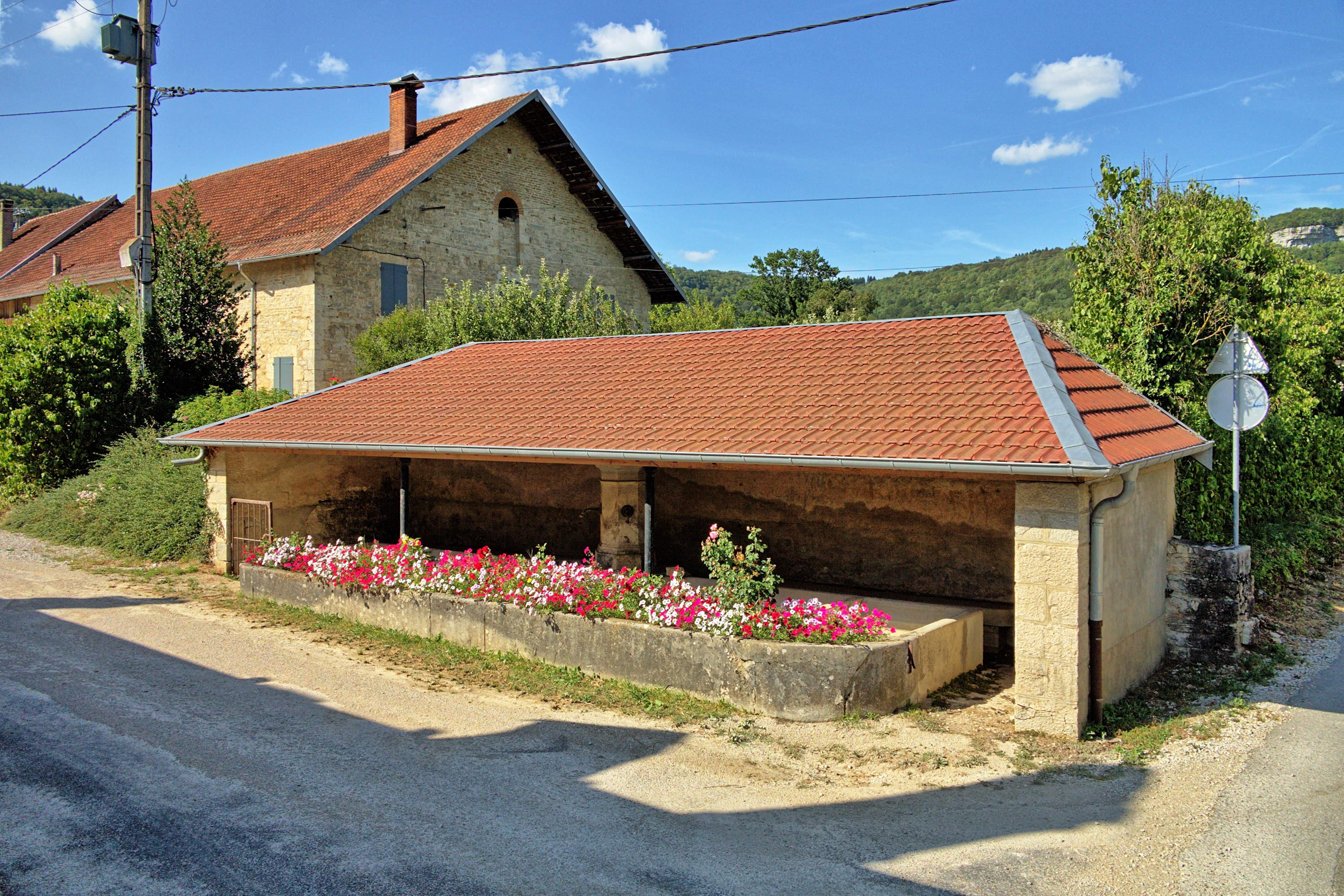
Le lavoir de Maisières.
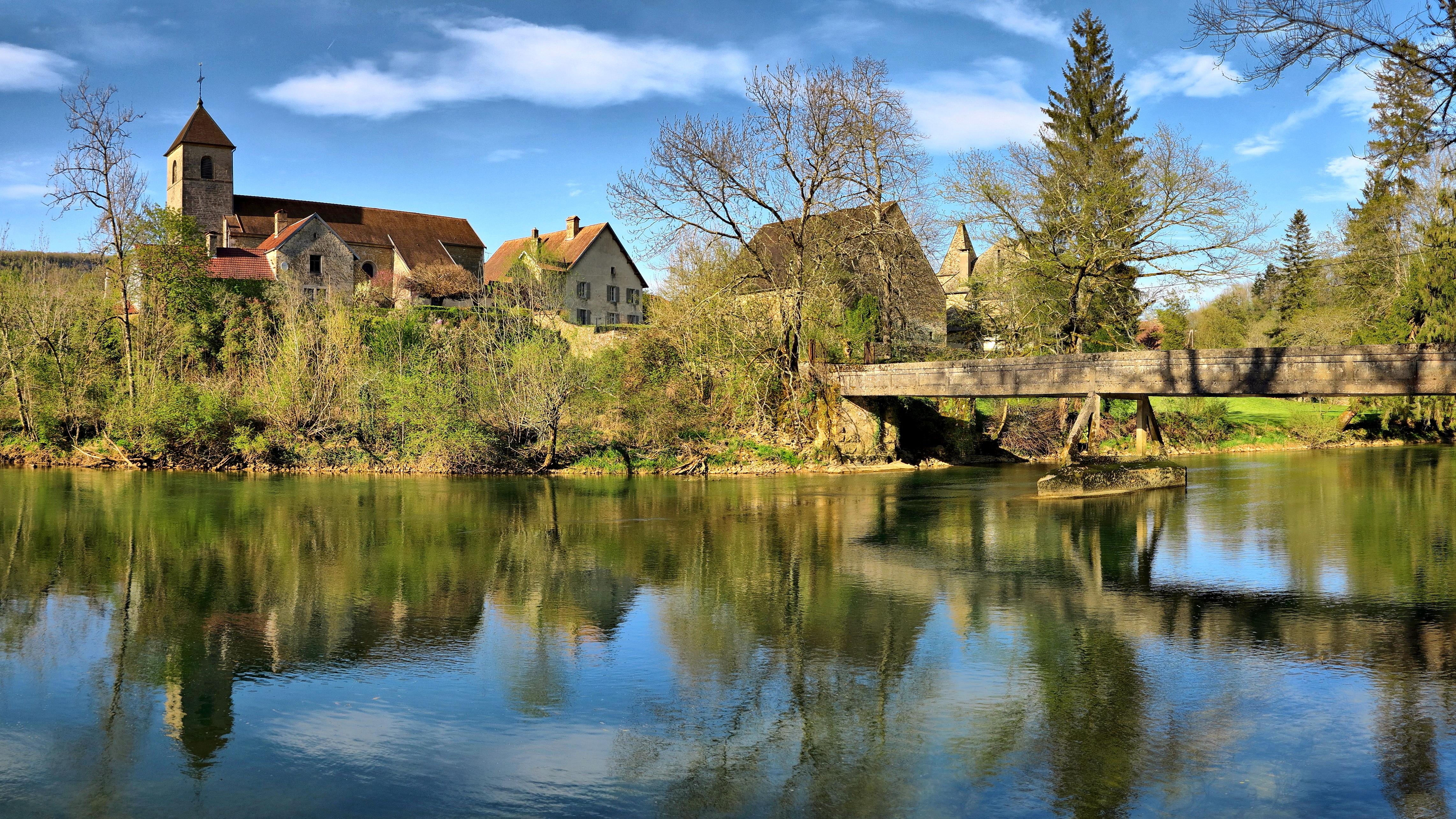
La passerelle de Scey-en-Varais.
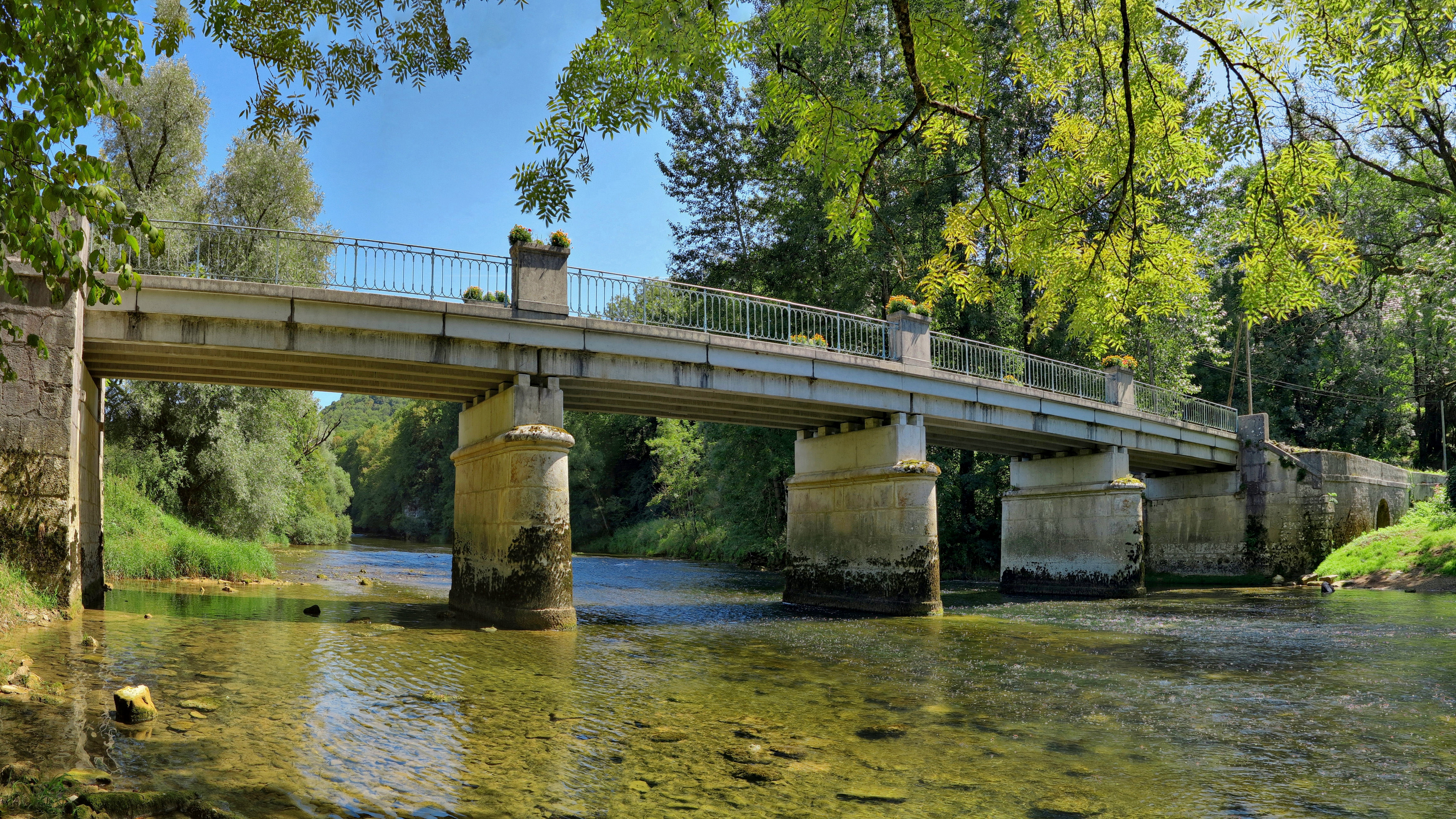
Le pont de Maisières.

- Le miroir de Scey : belle réflexion du vieux moulin et du château de Scey sur le plan d'eau créé par le barrage des anciennes forges. Ce paysage a été immortalisé par Gustave Courbet.
- Le belvédère du rocher de Colonne : point de vue permettant de découvrir les trois vallées (voir photo ci-dessous) : à gauche et au premier plan, la vallée de la Loue avec le village de Scey-en-Varais, au centre, le ravin de Valbois (réserve naturelle), et à droite, la reculée de Norvaux et le village de Cléron.
- La voie piétonne et cyclable[40] construite à la place de l'ancienne ligne de L'Hôpital-du-Grosbois à Lods qui enjambe la Brême grâce à un beau viaduc courbe à 13 arches.

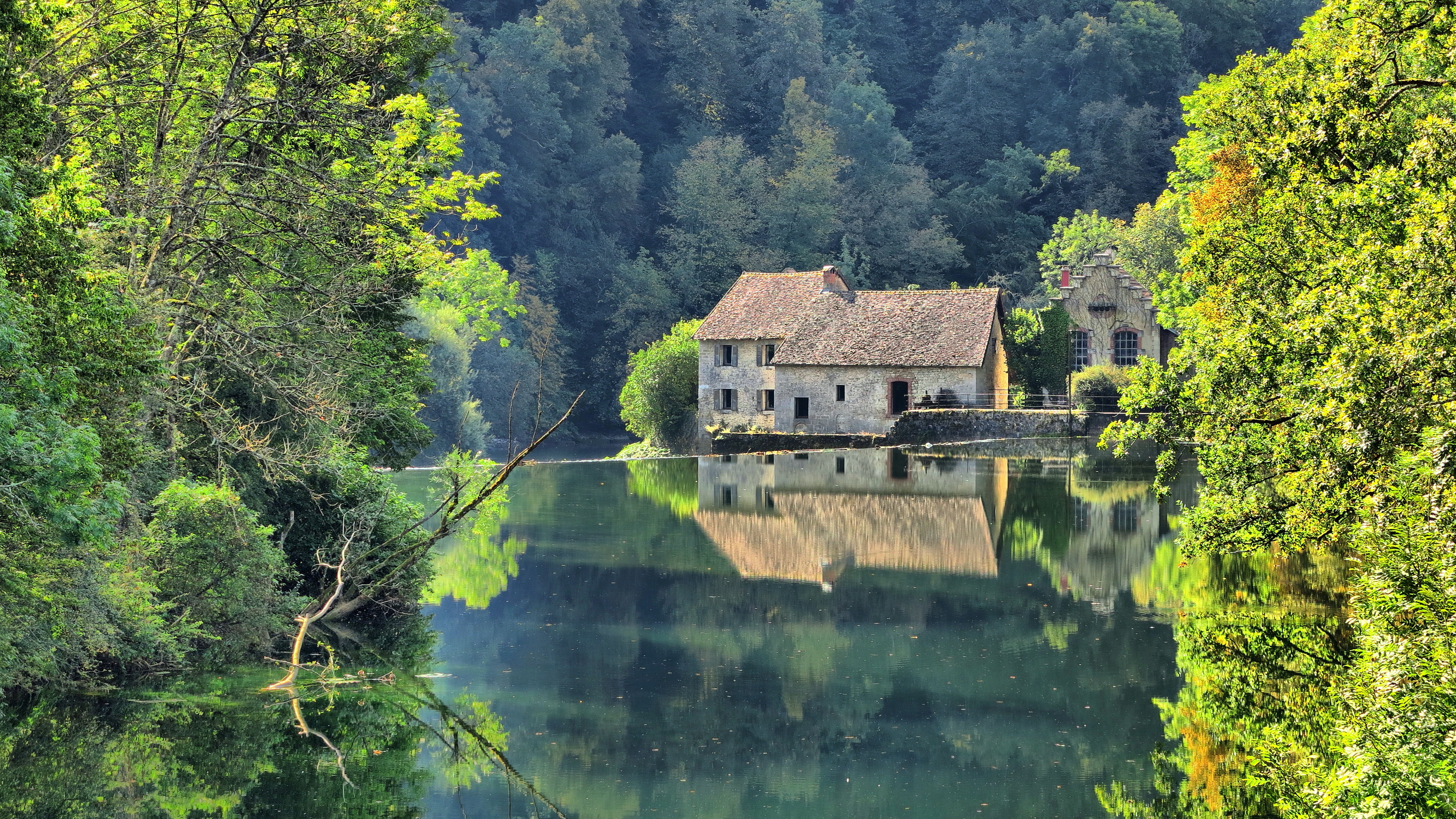
Le miroir de Scey.
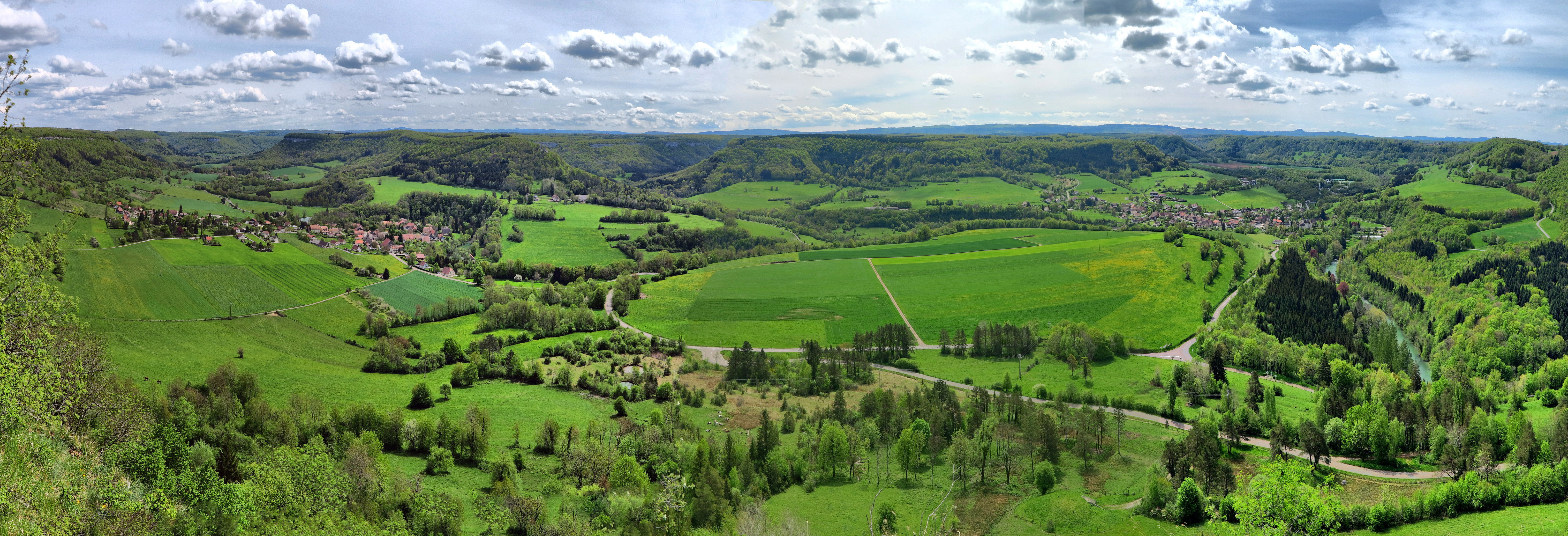
Panorama sur les 3 vallées depuis le rocher de Colonne.
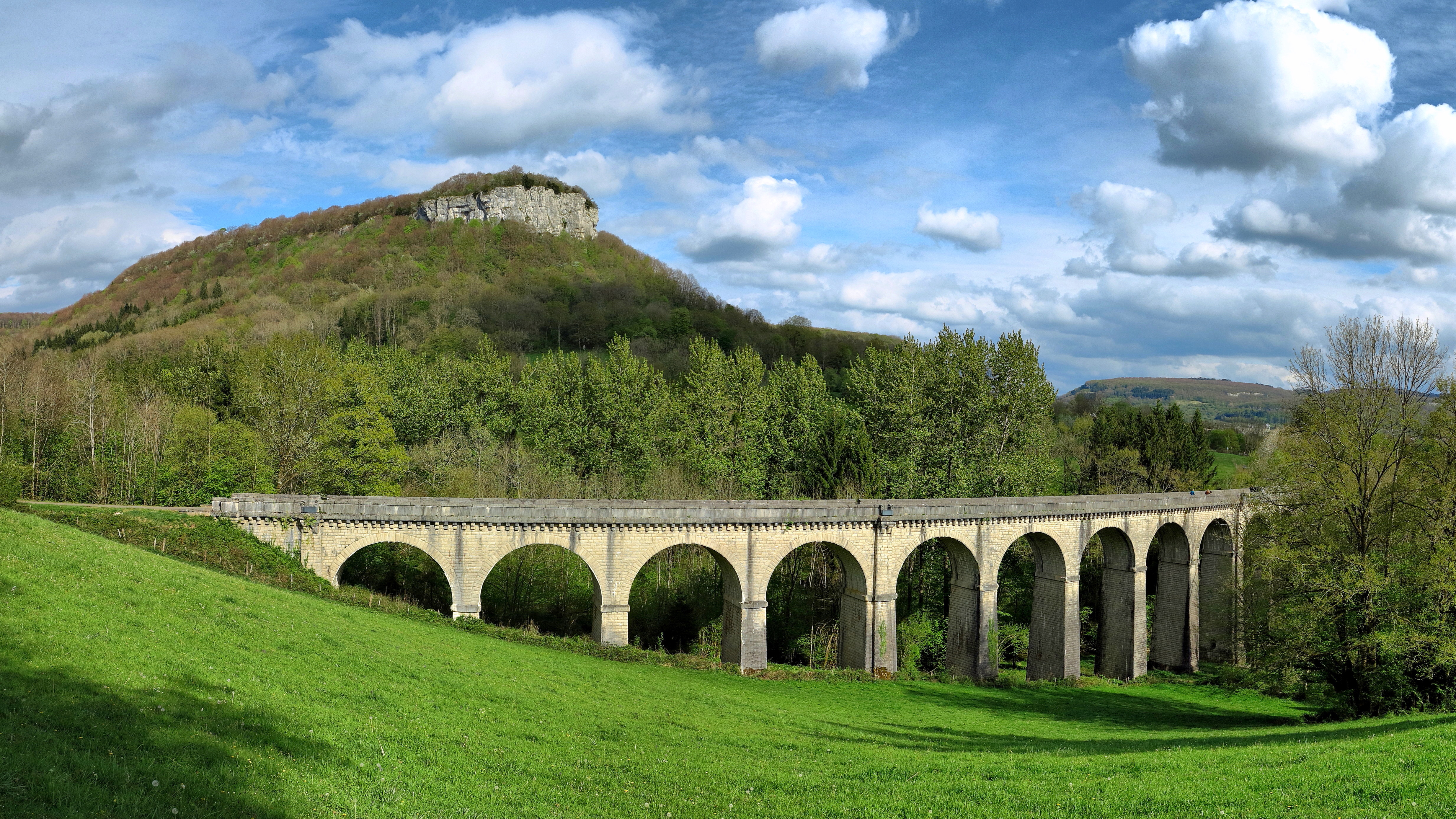
Le viaduc sur la Brème.

- Le Puits de la Brême[41] : puits noyé qui présente une singularité de fonctionnement appelée inversac. En période hydrologique moyenne, le niveau de l’eau se stabilise quelques mètres en dessous du sommet du puits et une partie des eaux du ruisseau de la Brême s'y écoule (voir photo ci-dessous). En période de crue, l'eau remonte et le puits devient émissif.
- Les sources du Maine et de l'Écoutôt : il s’agit de résurgences des écoulements souterrains du premier plateau dans les secteurs d’Ornans et de Montrond-le-Château mais aussi de Valdahon, Passonfontaine. Ils créent un système à la dynamique complexe, drainé par trois émergences étagées : l’étonnant puits de la Brême (voir ci-dessus) qui fonctionne comme une cheminée d'équilibre avec les sources du Maine et de l’Écoutôt situées en fond de la vallée de la Loue.

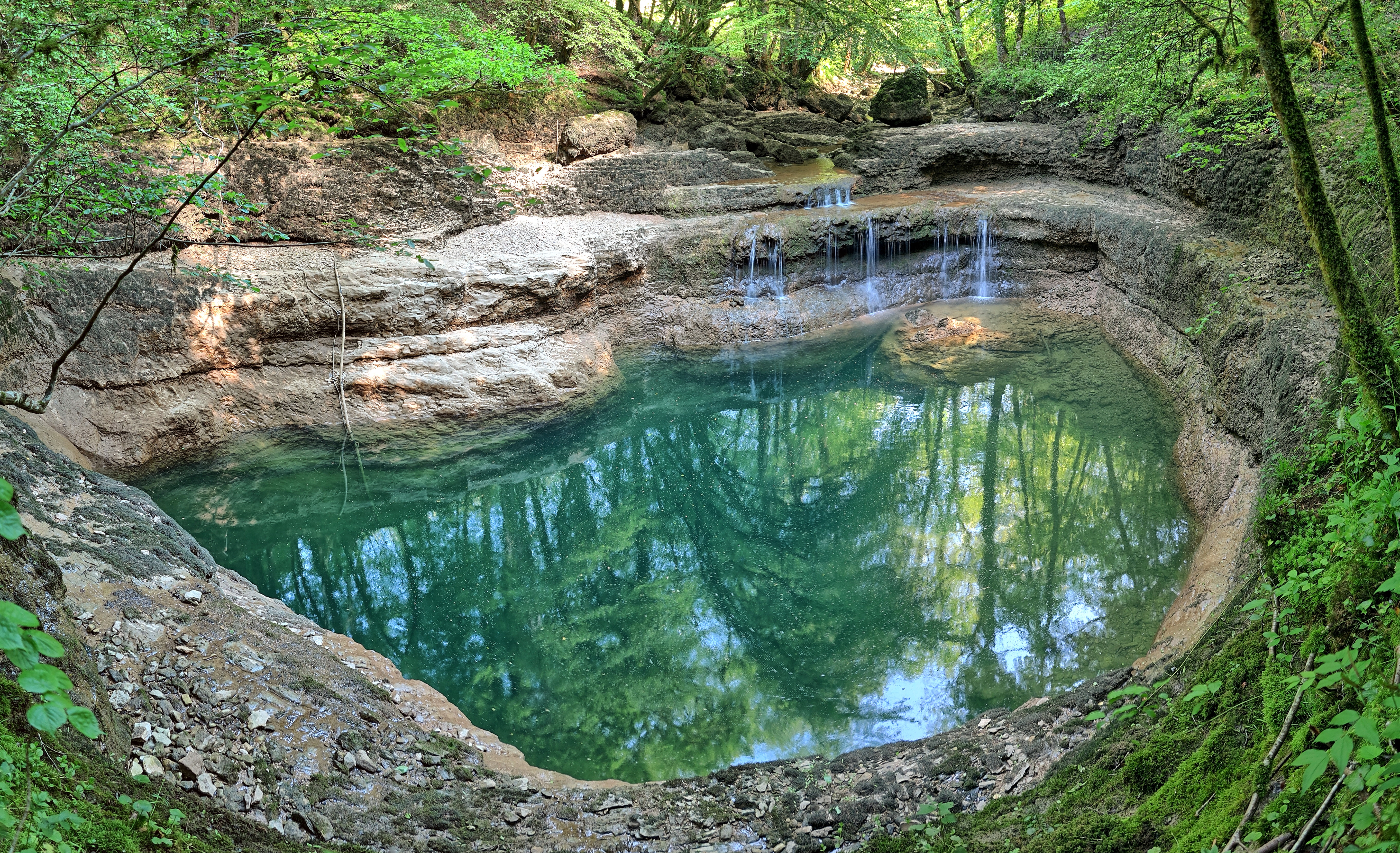
Le Puits de la Brême.
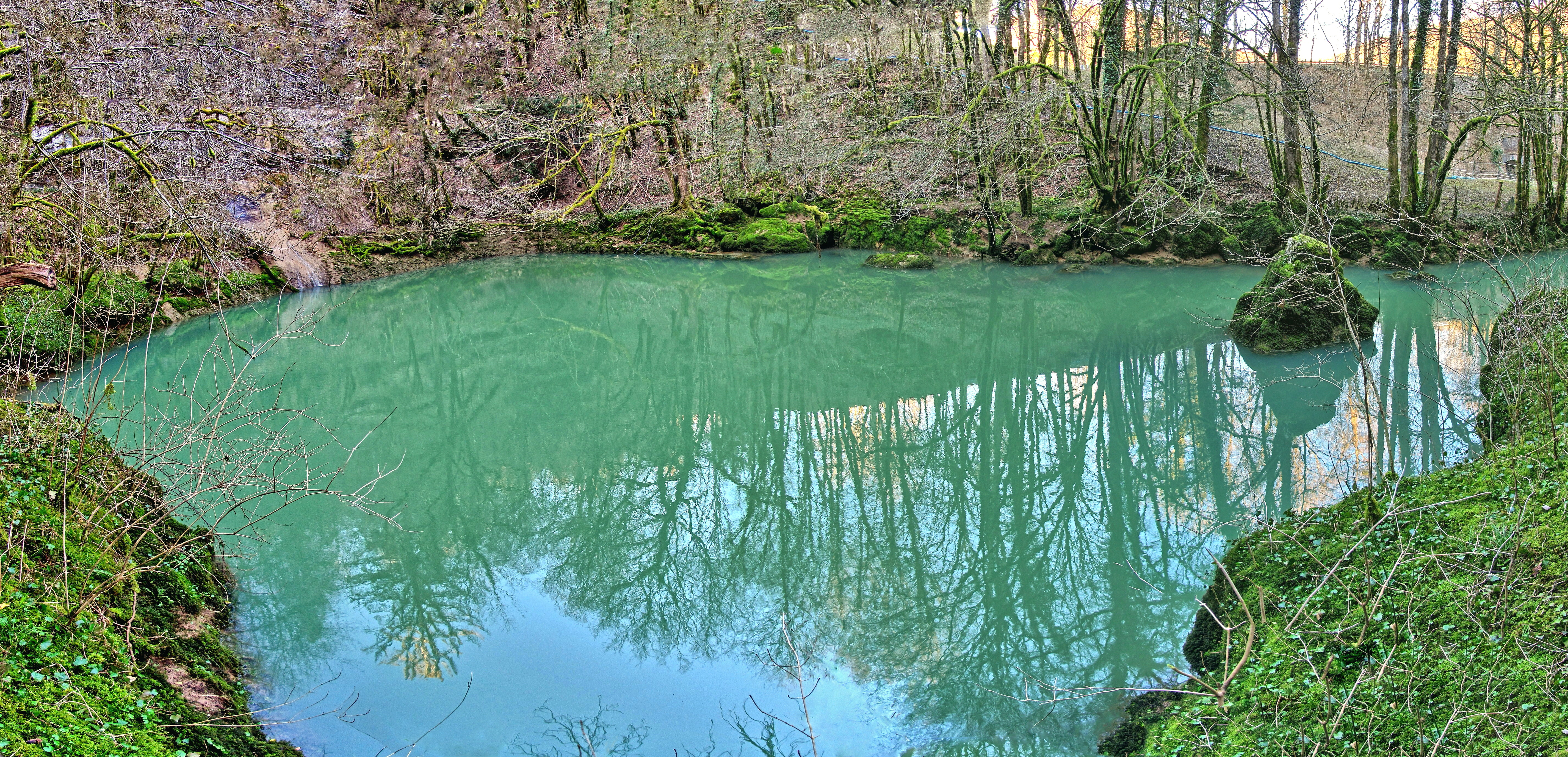
Le puits en phase émissive.
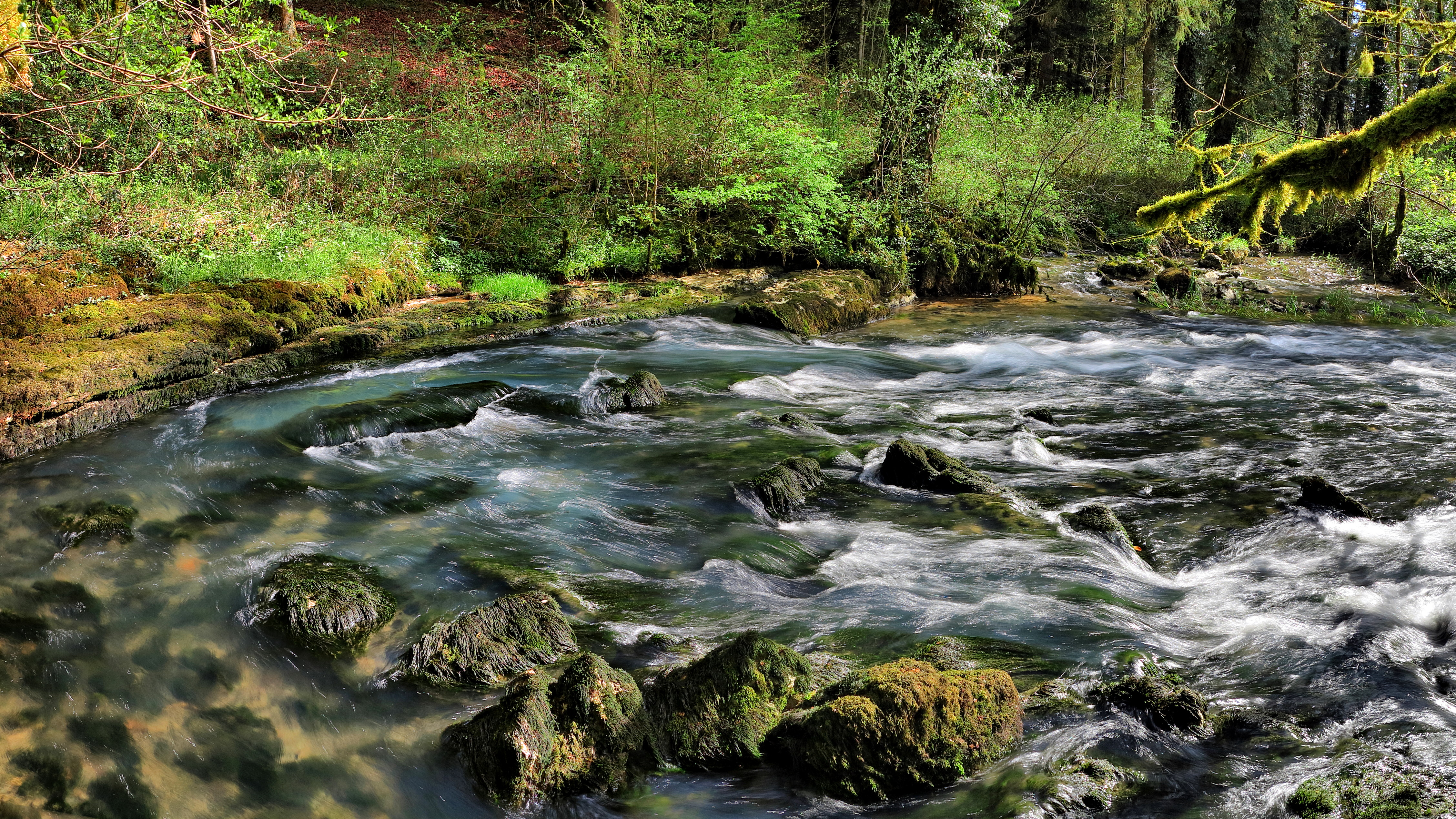
La source du Maine.
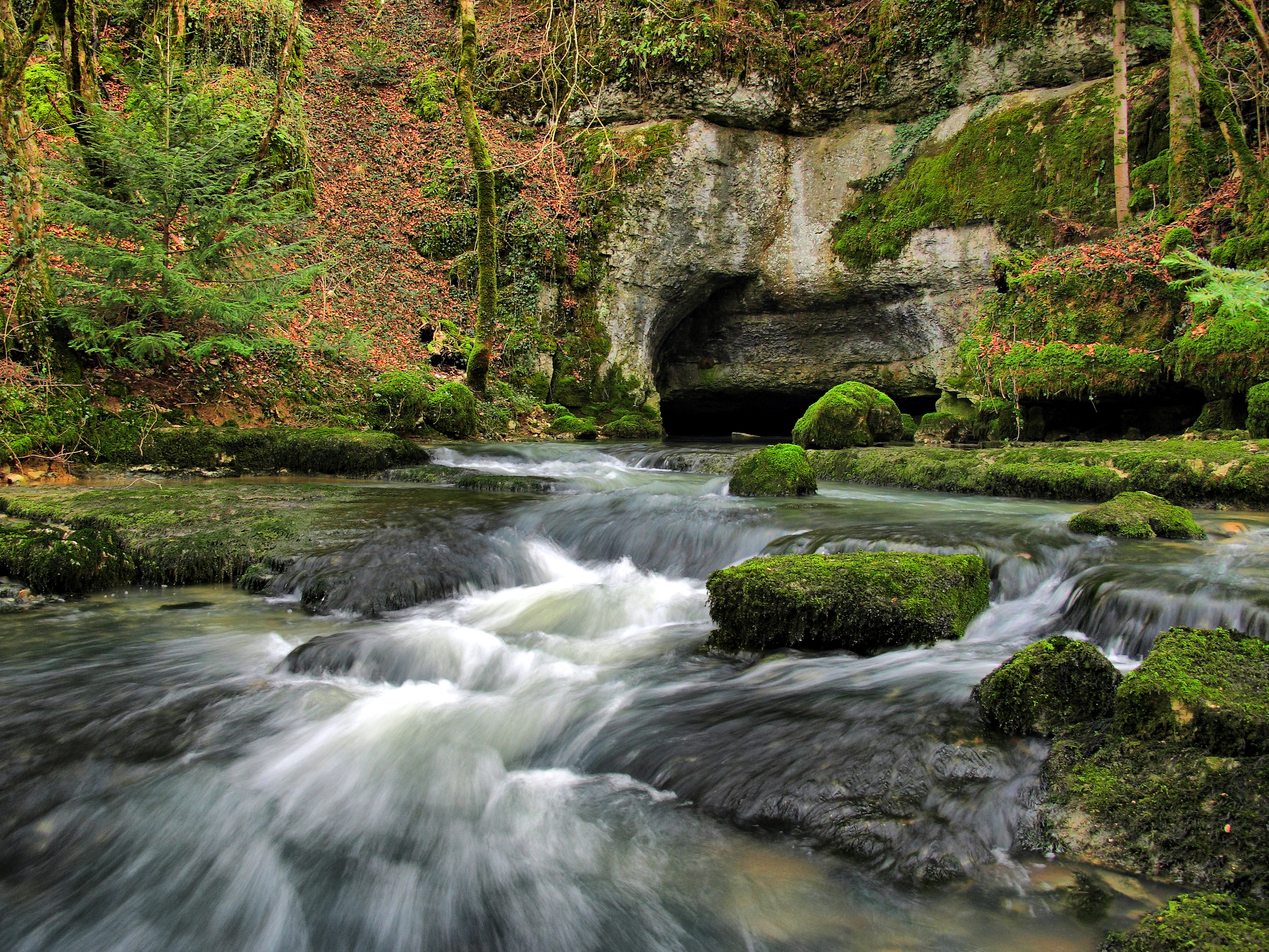
La source de l'Écoutôt.

## Personnalités liées à la commune
Commune de naissance de Pierre Chaillet, fondateur du journal de la résistance Témoignage chrétien : né le 13 mai 1900 dans ce petit village du Doubs, il connaît une enfance paysanne à la dure. Élève au petit séminaire de Maîche où naîtra sa vocation religieuse, il entre dans la Compagnie de Jésus à 22 ans. En 1981, Pierre Chaillet a été honoré du titre de « Juste parmi les nations » pour son activité au service du sauvetage des Juifs
Le peintre Gustave Courbet a peint le Miroir de Scey entre 1864 et 1868, lac formé par l'élargissement de la rivière La Loue.
Parmi la fratrie Arnoulx de Pirey, 8 garçons et 6 filles originaires de Maisières, trois se distinguèrent lors de la guerre de 1914-1918 où ils combattirent comme capitaines et furent tués. Il s'agit d'Albert (1874-1915), Alfred (1869-1916) et Léopold (1871-1918). Ils ont été décorés de la Légion d'honneur.
Le médecin, alpiniste et homme politique Edouard Ordinaire a été maire du village de 1854 à 1870, village dans lequel il meurt en 1887. Son fils Olivier Ordinaire (1845-1914), diplomate et consul au Pérou, à Malaga et à Turin, par ailleurs mycologiste, est mort sur la commune.